# Émilie, l'enfant des ténèbres
Pour plus de détails, voir Fiche technique et Distribution.
Émilie, l'enfant des ténèbres (Il medaglione insanguinato) est un film d'horreur italien réalisé par Massimo Dallamano, sorti en 1975.

## Synopsis
Documentariste pour la BBC, Michael Williams prépare un documentaire sur les peintres inspirés par le Diable, précisément  l’art diabolique italien de la Renaissance. Depuis la mort accidentelle de sa femme, il élève seul leur petite fille, Emilie, avec l'aide de leur gouvernante, Jill. Son étrange obsession pour l'imagerie satanique le pousse à se déplacer en Italie, accompagné d'Emilie et de Jill, où l’attendent Joanna Morgan, sa productrice exécutive, ainsi que la comtesse occultiste et historienne Cappelli, qui lui a fait parvenir les reproductions des tableaux qui serviront de base pour le documentaire. Une œuvre d'art le fascine particulièrement : on y voit une jeune fille poursuivie par une foule en colère jusqu'à un bûcher, tandis que Satan trône dans les airs et qu'une autre femme est en train de brûler. Mais Cappelli le prévient : il ne doit pas se renseigner sur l'origine de ce tableau.
Pourtant, leur voyage est troublé par l'étrange comportement d'Emilie qui ne se sépare jamais d'un médaillon qui appartenait à sa mère. Après un premier tournage dans une galerie abandonnée où se trouve la peinture, le film développé montre ce qui semble être une présence ectoplasmique que l’équipe n’avait pas vue lors de la prise de vue. Alors qu'Emilie fait des cauchemars intenses, Michael et Joanna manquent d'être tués par une statue qui s'est écroulée près d'eux. Quant à Jill, elle décède accidentellement en tombant d'une falaise lors d'un pique-nique organisé par Joanna. Grâce à la comtesse Cappelli, Michael découvre que sa fille est possédée par une certaine Emilia qui a assassiné jadis toute sa famille. Mais, pour sauver sa fille, il devra mettre la main sur le médaillon qui contient l'esprit démoniaque d'Emilia...

## Fiche technique
- Titre original : Il medaglione insanguinato
- Titre français : Émilie, l'enfant des ténèbres
- Réalisation : Massimo Dallamano
- Scénario : Antonio Troisio, Raoul Katz et Tonino Cervi
- Photographie : Franco Delli Colli
- Montage : Antonio Siciliano
- Musique : Stelvio Cipriani
- Production : Fulvio Lucisano et William Reich
- Société de production : Italian International Film et Magdalena Produzione
- Société de distribution : IIF
- Pays d'origine : Italie
- Format : Couleurs - Scope - Mono
- Durée : 95 minutes
- Date de sortie :
  -  Italie : 22 avril 1975
  -  France : 21 mars 1979

## Distribution
- Richard Johnson : Michael Williams
- Joanna Cassidy : Joanna Morgan
- Ida Galli : Jill Perkins (créditée comme Evelyn Stewart)
- Nicoletta Elmi : Emily Williams
- Edmund Purdom : le docteur
- Riccardo Garrone : l'inspecteur de police
- Dana Ghia : la mère d'Emily
- Lila Kedrova : comtesse Cappelli
- Eleonora Morana : la servante de la comtesse